# Isla Cuarta
La isla Cuarta (en inglés: Fourth Island) es la más boreal y occidental de las islas del Pasaje en las islas Malvinas. Se localiza al oeste de Gran Malvina, entre la bahía San Julián (marcando su extremo norte) y la bahía 9 de Julio (marcando su extremo sur), al oeste de la isla Tercera.
El extremo oeste de esta isla es uno de los puntos que determinan las líneas de base de la República Argentina, a partir de las cuales se miden los espacios marítimos que rodean al archipiélago.